# Onthophagus impressicollis
Onthophagus impressicollis là một loài bọ cánh cứng trong họ Bọ hung (Scarabaeidae).